# Slatinný potok (přítok Ohře)
Slatinný potok (německy Schladabach) je levostranným přítokem Ohře ve Smrčinách a Chebské pánvi v okrese Cheb v Karlovarském kraji. Délka toku měří 20,8 km. Plocha jeho povodí měří 52,7 km².

## Průběh toku
Potok pramení ve Smrčinách v těsné blízkosti česko-bavorské hranice v nadmořské výšce 630 metrů jihozápadně od Nového Žďáru, místní části města Aš. Teče jižním směrem asi 500 m po státní hranici, pak se směr toku mění na jihovýchodní. Na úseku mezi hraničními znaky 8/6–8/8 tvoří státní hranici mezi Českem a Německem v délce 0,14 km.Opuštěným pohraničním územím přitéká do Lipné, místní části obce Hazlov. Zde přibírá zleva nejprve Nebeský potok, pod Hazlovem pak Hazlovský potok. Pokračuje k malé vesnici Ostroh, nad jeho levým břehem se vypíná hrad Seeberg. Nadále teče jihovýchodním směrem, opouští Smrčiny a přitéká do Chebské pánve. Protéká Krapicemi, kde se směr toku obrací na východ. Potok dospěje do Františkových Lázní kde na okraji lázeňského města dotváří jeho tok místní parkovou úpravu. To se již míří na jihovýchod k Ohři, do které se vlévá nedaleko Tršnic na jejím 229,1 říčním kilometru.

### Větší přítoky
- Hazlovský potok – levostranný

## Vodní režim
Průměrný průtok Slatinného potoka u ústí činí 0,39 m³/s.